# Slipinskogenia pulchripicta
Slipinskogenia pulchripicta is een keversoort uit de familie Propalticidae. De wetenschappelijke naam van de soort is voor het eerst geldig gepubliceerd in 1942 door John.